# Analogia de Reynolds
Analogia de Reynolds é popularmente conhecida por relacionar momento turbulento e transferência de calor. Foi primeiramente descrita por Reynolds em 1874. A principal hipótese é que o fluxo de calor {\displaystyle q/A} em um sistema turbulento é análogo a fluxo de momento {\displaystyle \tau }, o que sugere que a razão {\displaystyle \tau /(q/A)} deve ser constante para todas as posições radiais.
A analogia de Reynolds completa é:
{\displaystyle {\frac {f}{2}}={\frac {h}{C_{p}\times G}}={\frac {k'_{c}}{V_{av}}}}
Dados experimentais para correntes de gás concordam aproximadamente com a equação acima, se os números de Schmidt e Prandtl são próximos de 1,0 e somente atrito superficial está presente no fluxo passando por uma placa plana ou dentro de um tubo. Quando líquidos estão presentes e/ou arrasto de forma está presente, a analogia é convencionalmente conhecida ser inválida.
Em 2008, a forma qualitativa da validade da analogia de Reynolds foi revisada para um fluxo laminar de um fluido incompressível com viscosidade dinâmica variável (μ). Foi mostrado que a dependência inversa do número de Reynolds (Re) e coeficiente de fricção superficial (cf) é a bese para a validade da analogia de Reynolds, em fluxos convectivos laminares com & constante e μ variável. Para μ = const. ela reduz-se à forma popular do número de Stanton (St) aumentando com o aumento de Re, enquanto que μ variável reduz-se a St aumentando com a diminuição de Re. Consequentemente, a analogia de Chilton-Colburn de St•Pr2/3 aumentando com a diminuição de cf é qualitativamente válido sempre que a analogia de Reynolds seja válida. Além disso, a validade da analogia de Reynolds está ligada à aplicabilidade do Teorema de Prigogine de produção de entropia mínima. Assim, a analogia de Reynolds é válido para os fluxos que estão próximos de desenvolver-se, para o quais, as mudanças nos gradientes das variáveis de campo (velocidade e temperatura) ao longo do fluxo são pequenas.